# Concierto para clarinete n.° 11 de Carl Stamitz
Concierto para clarinete n.º 11 y orquesta en mi bemol mayor es el último de una serie de once conciertos para clarinete compuestos por Carl Stamitz, también famoso por sus sinfonías concertantes al estilo de la segunda generación de la famosa escuela de Mannheim. Este concierto es el más conocido y el más interpretado de la serie. Aunque era un violinista consumado y virtuoso, Carl Stamitz pudo escribir muchos conciertos para otros instrumentos, y en particular para el clarinete, lo que fundó el repertorio de este joven instrumento de moda, especialmente en París en los años 1770-1790.
Según los catálogos de las obras de Carl Stamitz, la numeración de los conciertos para clarinete puede variar.

## Aspectos de su composición
Carl Stamitz fue miembro de la orquesta de la corte de Mannheim, que incorporó entre las primeras orquestas de Europa clarinetes en su plantilla y pudo comprobar las capacidades de este joven instrumento tanto en la orquesta como para la música de cámara.
Tras su encuentro durante actuaciones conjuntas en los Conciertos Espirituales de París, Carl Stamitz mantuvo una profunda amistad con el virtuoso clarinetista bohemio Joseph Beer, uno de los fundadores de la escuela francesa de clarinete. Beer tocaba un clarinete en Si bemol, de 5 claves y frecuentemente tocaba algunos de los conciertos de Carl Stamitz en París. Su colaboración profesional continuó con una sucesión de conciertos y obras de cámara compuestas para Beer.
Joseph Beer tocó el 24 de diciembre de 1771 uno de los conciertos para clarinete de Carl Stamitz, que se considera la primera interpretación documentada de un concierto para clarinete en París.
Los once conciertos, un concierto doble para clarinete y un concierto para clarinete y fagot convierten a Carl Stamitz en uno de los compositores más prolíficos para este instrumento a finales del XVIII .XVIII y es uno de los compositores más importantes en la historia del clarinete.
"Mientras que el dominio técnico inigualable de Beer para el clarinete de cinco claves sin duda influyó en la forma en que Stamitz escribió para ella, la calidad musical general de los conciertos de Stamitz se debe mucho menos al virtuosismo de la escritura solista que a su elegante estilo melódico, sutileza estructural y orquestación".

## Estructura
Este concierto tiene una estructura clásica al estilo de la escuela de Mannheim, en tres movimientos.
1. Alegro
2. Aria : andante moderato
3. Rondó alla Schas : allegro moderato

## Discografía selectiva
- Stamitz, C.: Conciertos para clarinete, vol. 2 con Kalman Berkes (clarinete), Nicolaus Esterhazy Sinfónica (orquesta), ( Naxos, 1999)